# Wartberg (Rosdorf)
Der Wartberg ist ein 197 Meter hoher Berg im südlichen Gemeindegebiet von Rosdorf.
Der Wartberg besteht aus Gipskeuper und Löss. Er säumt das Leinetal südlich von Göttingen. Der teilweise bewaldete Rosdorfer Wartberg ist aufgrund seiner geografischen Nähe zu Rosdorf ein Naherholungsgebiet für Kinder und Erwachsene. Neben Spazierwegen ist auch ein Grillplatz und eine Rodelbahn vorhanden. Am westlichen Fuß des Berges liegt der jüdische Friedhof von Rosdorf, auf dem keine Grabsteine mehr erhalten sind. Im Osten des Berges schließt sich der Kleingärtnerverein Flora-Rosdorf e. V. an, im Südwesten unterhalb des Berges befindet sich an der Kreisstraße 29 der Wartberg-Kreisel.
Vom südlichsten Punkt des Wartbergs ist das Leinetal bis Friedland einsehbar. Hier bieten einige hölzerne Bänke auch Ausblicke in die Umgebung und zu dem Berg Hoher Hagen bei Dransfeld. Auf seiner nördlichen Seite befindet sich der Grillplatz mit Blick auf Göttingen.
Seinen Namen hat der Wartberg von der Rosdorfer Warte, einem mittelalterlichen Beobachtungsturm (Warte) auf seiner Kuppe, der als Teil der Göttinger Landwehr der Sicherung des Umlandes diente. Von diesem Turm ist nur ein kreisrunder Erdwall übriggeblieben.